# Допоміжний ремонтний док

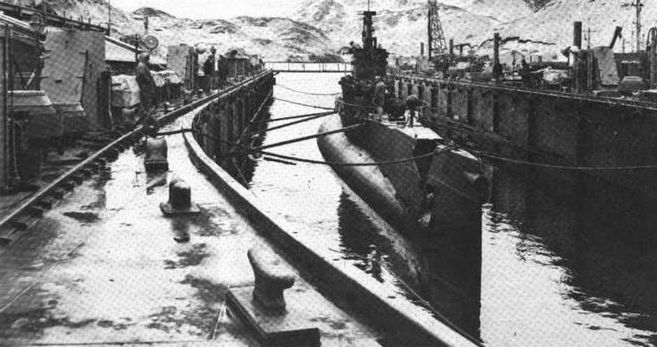
Допоміжний ремонтний док ARD6 на Алясці із субмариною S-44 усередині, 1944 рік.

Допоміжний ремонтний док (англ. Auxiliary repair dock) — це тип допоміжного судна, що використовувався ВМС США, особливо під час Другої світової війни, коли було введено в експлуатацію 33 таких судна. Завдяки цим суднам флот отримував можливість швидко повертати у стрій пошкодженні у боях кораблі, не витрачаючи значний час на повернення їх до власних баз або, у випадку важких пошкоджень, забезпечити збереження корабля, який у іншому б випадку не міг би дістатися порту. Ремонт, який здійснювався у відкритому морі, був особливо важливий на Тихоокеанському театрі, де противників розділяли великі відстані.

## Основне використання
Допоміжні ремонтні доки фактично були плавучими доками, які забезпечували ремонт пошкоджених військових кораблів. Вони мали довжину близько 150 метрів і водотоннажність близько 5000 тонн.
Кілька плавучих доків такого типу мали власні імена, наприклад, USS West Milton (ARD-7), але більшість з них мали лише буквене позначення типу судна та номер, як, приміром, USS ARD-1.

## Спроможності для ремонту
Плавучі доки цього та інших типів, мали шлюзи, які дозволяли увійти в док пошкодженому кораблю чи судну. Після цього шлюзи зачинялися і з доку викачувалась вода, уможливлюючи ремонтні роботи. У районі бойових дій відповідні ремонтні роботи часто мали лише тимчасовий характер та мали забезпечити мінімальну морехідність пошкодженого корабля для його повернення у порт для більш серйозного ремонту.
Після завершення ремонту док затоплювався, шлюзи відчинялися і відремонтований корабель виходив з нього,

## Обслуговування екіпажів
На той час, поки пошкоджений корабель був на ремонті, допоміжний ремонтний док був здатний забезпечити потреби екіпажу пошкодженого корабля у їжі, пранні, а в деяких випадках навіть місцями для сну. Втім, якщо це було можливо, екіпаж пошкодженого корабля залишався на ньому на час ремонту.